# Jöns Knutsson (Tre Rosor)
Jöns Knutsson var ett svenskt riksråd och hövitsman i Dalsland. Han är tidigast nämnd 1467 och blev riksråd senast 1480. Jöns Knutsson nämns sista gången levande 26 maj 1496 och var med säkerhet död 11 mars 1498. Jöns Knutssons sätesgård var Falun i Strö socken, Kållands härad. 

## Biografi
Jöns Knutsson var son till Knut Jonsson (Tre Rosor), Västergötlands lagman och riksråd, och Agnes Alfsdotter, dotter till norska riksrådet Alf Haraldsson (Bolt). Jöns Knutssons bror Alv Knutsson (Tre Rosor) var norskt riksråd.
Jöns Knutsson var gift tre gånger, med:
1. Arfrid Åkesdotter, dotter till Åke Jönsson (Svarte skåning), nämnd 1490 som död.[1]
2. Ingrid Eriksdotter (Skanke), dotter till norska riksrådet Erik Sämundsson. Barn:
  1. Ture Jönsson (Tre Rosor)
3. Ermegard Fickesdotter von Bülow, dotter till Ficke von Bülow och Hebbla Albrektsdotter (Bydelsbach), tidigare gift med Måns Bengtsson (Natt och Dag).[1] Hon överlevde Jöns och levde ännu 1507.